# چربی‌های خنثی
چربی‌های خنثی توسط واکنش ترکیب سازی پسابش حاصل از یک یا تعداد بیشتری اسیدهای چرب با الکل‌هایی مانند گلیسرول تولید می‌شوند. بسیاری از انواع گوناگون چربی‌های خنثی به دلیل تفاوت در ناحیه پیوند اسیدهای چرب با الکل به وجود آمده‌اند. منوگلیسرید که ترکیب یک اسید چرب به همراه گلیسرول است یا دی گلیسرید که ترکیبی از دو اسید چرب است و تری گلیسرید که دارای سه اسید چرب است، همگی مثال‌هایی از چربی‌های خنثی هستند. چربی‌های خنثی معمولاً در مناطقی از بدن مانند ران‌ها به عنوان عایق گرمایی نگه داشته می‌شوند.